# Pairi Daiza
Pairi Daiza (tot en met 2009 Paradisio of Parc Paradisio) is een dierenpark in Cambron-Casteau (Henegouwen), dat op 11 mei 1994 zijn deuren opende.
Pairi Daiza neemt deel aan 89 EEP's (kweekprogramma's) voor het behoud en de bescherming van bedreigde diersoorten.
Het dierenpark stond tot en met 23 mei 2016 genoteerd op de Brusselse beurs (PARD). In 2015 werd het de Franstalige Onderneming van het Jaar. Pairi Daiza werd ook meermaals uitgeroepen tot Beste Zoo van Europa.
In het park staan een groot aantal grote gebouwen, zoals een tempel, een molen en een schip. Voor de entree is er een overdekte parkeerplaats, waarop zich honderden zonnepanelen bevinden.

## Tuin der Werelden
Pairi Daiza - afgeleid van het Avestische 'paradaēza', "omsloten tuin", dat de bron is van het Perzische woord voor 'paradijs' - was bij opening louter een vogelpark, maar is in de loop der jaren uitgegroeid tot een veelzijdigere dierentuin. Het park is thematisch opgebouwd als een 'Tuin der Werelden'. Het park bestaat uit negen werelden. In 2024 is met 'The Islands of The Rising Sun' de negende wereld officieel geopend.

### Cambron-Abbey

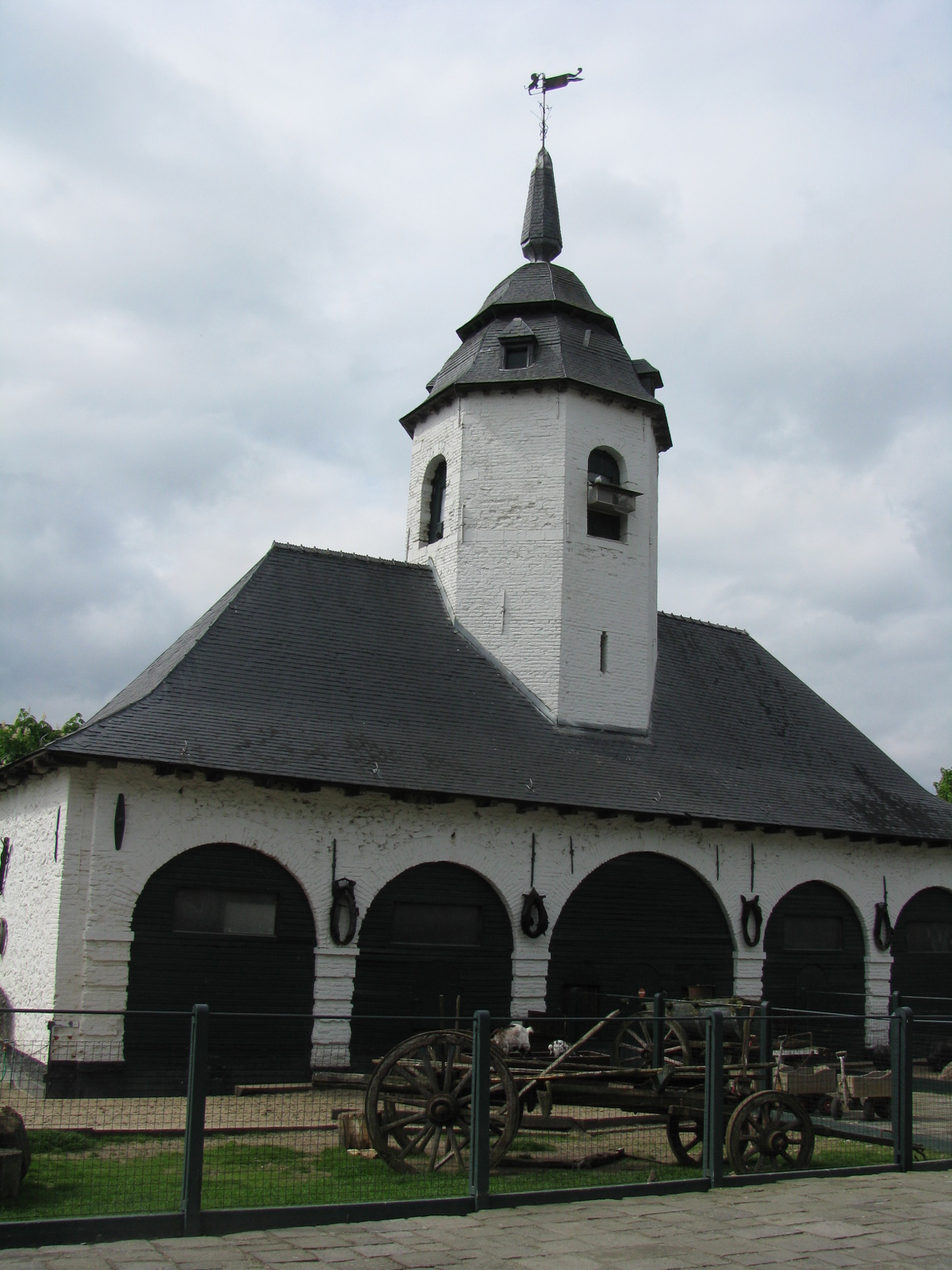
De kinderboerderij in het park

Cambron-Abbey is gelegen rondom de oude ruïnes en gebouwen van de voormalige cisterciënzerabdij die gelegen was op het domein. Zo zijn er een historisch monnikenkerkhof en een monumentale trap, maar ook de iconische abdijtoren, naast de 'arena' waar de roofvogelshows gegeven worden, springt in het oog. In de crypte onder de abdijtoren wordt een kolonie vleermuizen gehouden, terwijl een oud koetshuis met in het gewelf een achthoekige duiventil dienstdoet als kinderboerderij. In een brouwerij op het domein wordt het abdijbier Abbaye de Cambron gebrouwen. 

#### Volières en reuzenvolière
In dit gedeelte bevinden zich verschillende volières voor de vogelcollectie van Pairi Daiza. Vlak achter de ingang bevindt zich bijvoorbeeld een volière voor de zeldzame Spix' ara's en Lears ara's, maar ook verderop in het park bevinden zich volières voor onder andere kea's en kaketoes.
De grootste volière van Pairi Daiza bevindt zich even verderop en herbergt verschillende waterpartijen en een wandelpad waarop de bezoekers vrij langsheen verschillende soorten vogels kunnen wandelen. Er zijn onder meer rode flamingo's, roze lepelaars, ibissen, abdimooievaars, reigers, scholeksters, kuifseriema's, hawaïganzen en verschillende soorten eenden.

#### Roofvogeldorp

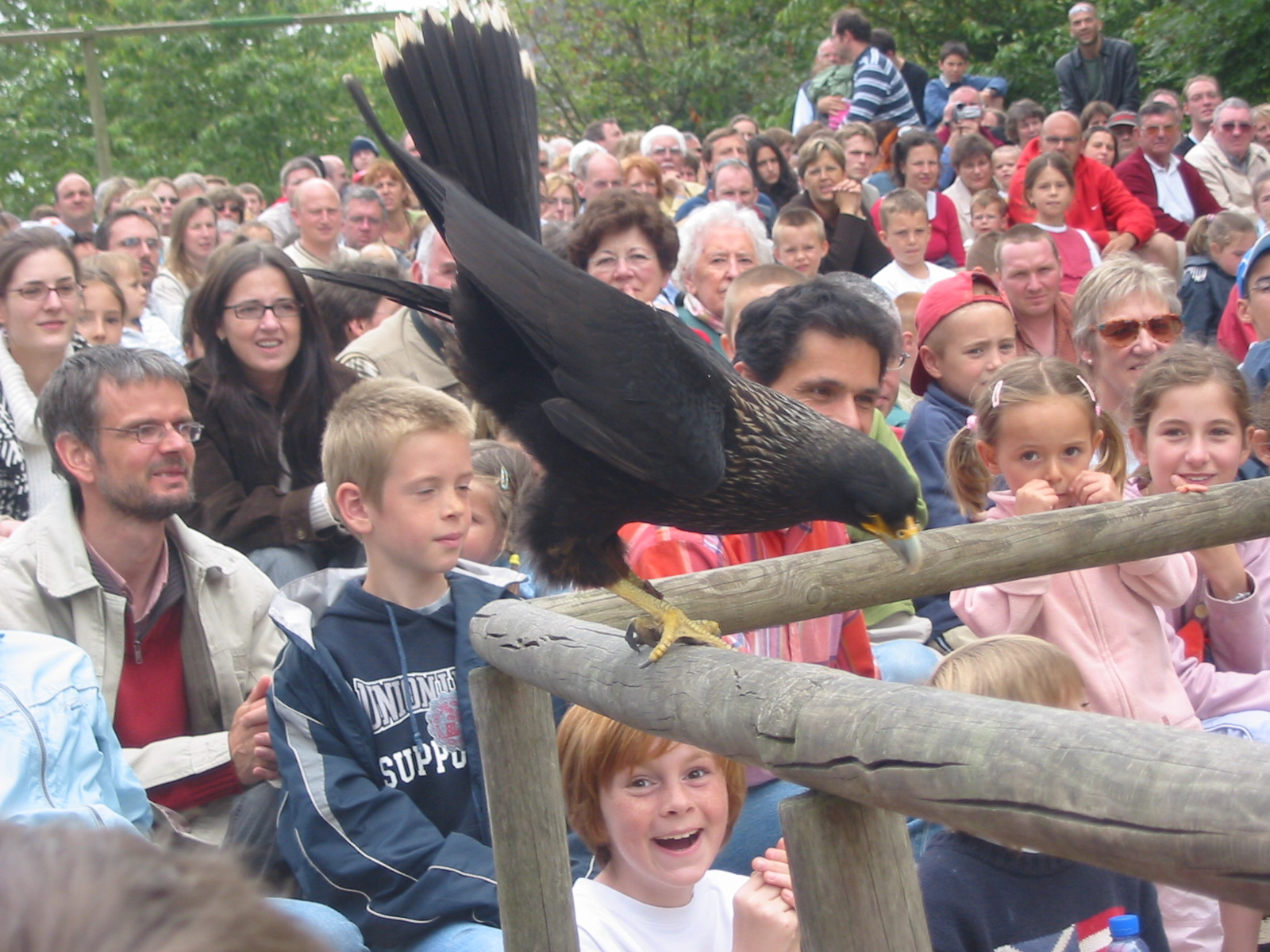
Een afgerichte Falklandcaracara tussen het publiek

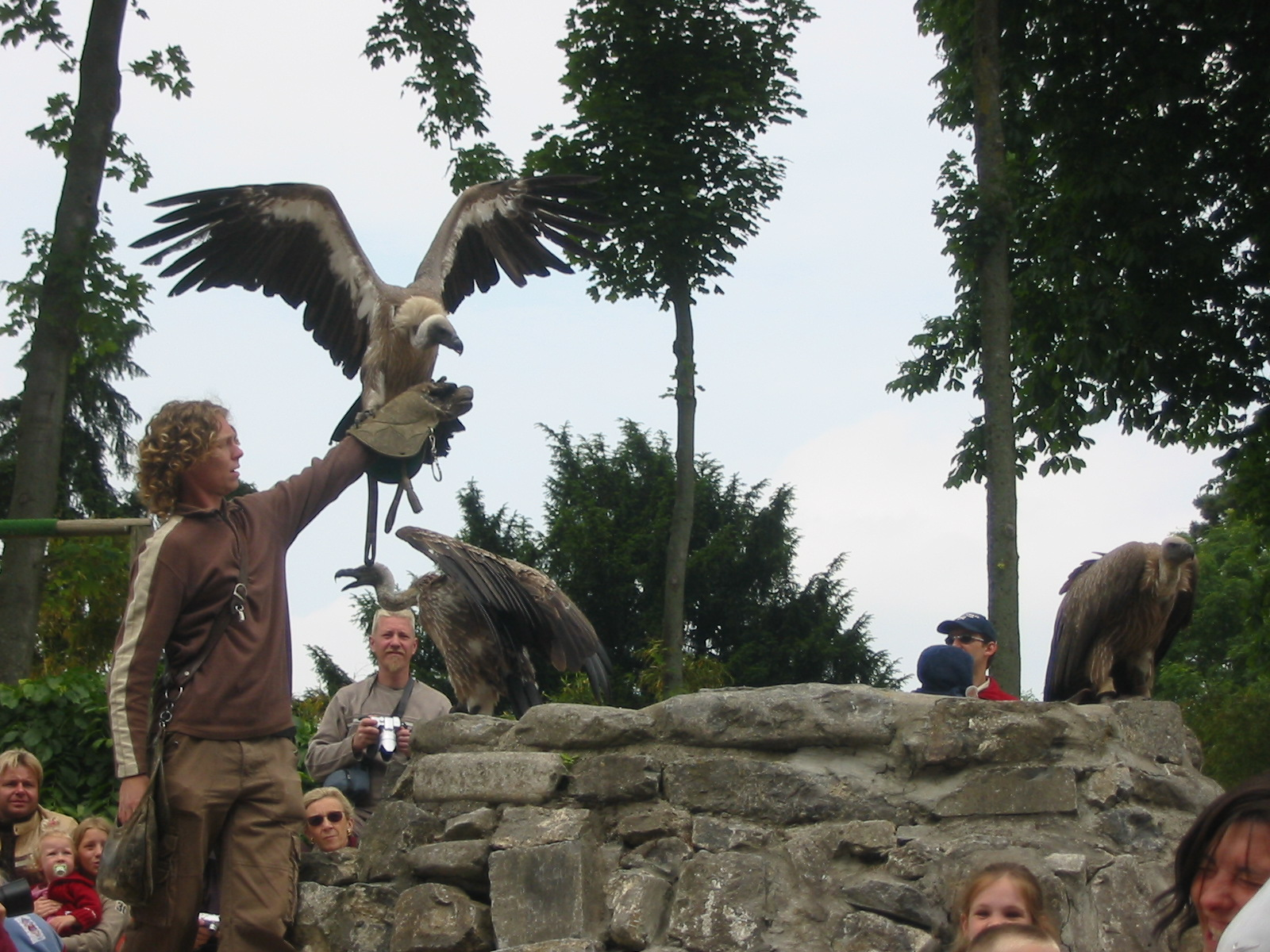
Roofvogelshow met gieren

In 2007 werd het roofvogeldorp geopend, vlak achter de oude boerderij van de abdij. Hier bevinden zich ruime volières voor een grote collectie roofvogels, met verschillende soorten arenden, gieren, wouwen, buizerden, valken, caracara's en uilen. Vlak naast het roofvogeldorp bevindt zich ook nog een verblijf voor reuzenmiereneters, capibara's en Zuid-Amerikaanse tapirs. 

#### Oasis
In deze 7000 vierkante meter grote serre wordt een grote collectie vogels gehouden, waaronder rosse neushoornvogels, borstelkoppapegaaien, amazonepapegaaien, jaarvogels, toekans, Kaapse ibissen en kleine flamingo's. Verder zijn in de serre ook mangoesten, pinchéaapjes, gordeldieren, prairiehonden, witgezichtsaki's,  reuzenschildpadden, kleine kantjils en beerkoeskoezen te vinden.

### The Middle Kingdom
Op 1 augustus 2005 werd begonnen met de aanleg van de Chinese tuin. In deze tuin kan men onder andere rode panda's, kraagberen en slanke otters, blauwschapen, ooievaars en verschillende soorten kraanvogels, hertachtigen en apen te vinden, waaronder paterdavidsherten en gouden stompneusapen. Verder zijn er bergachtige verblijven voor sneeuwpanters en gouden takins, en terraria voor gavialen en Chinese alligators.

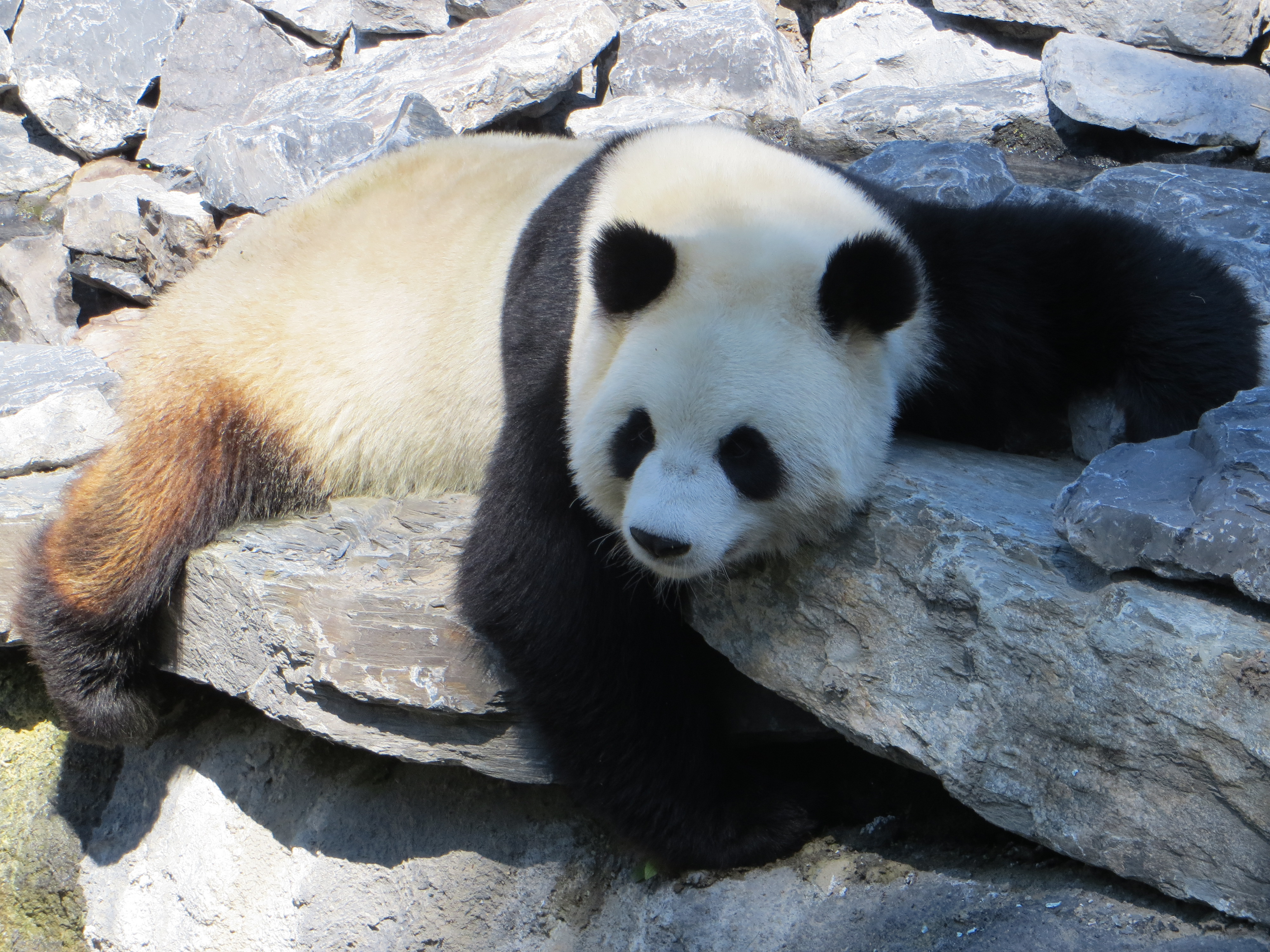
Reuzenpanda in de Chinese Tuin

#### Reuzenpanda's
Een iconische diersoort voor Pairi Daiza is de reuzenpanda. Panda's Hao Hao en Xing Hui zijn sinds 5 april 2014 te vinden in de Chinese tuin. In 2016 beviel Hao Hao van een jong, een mannetje dat de naam 'Tian Bao' kreeg en anno 2019 in een eigen verblijf leeft. In augustus 2019 beviel Hao Hao van een tweeling, een mannetje en een vrouwtje, waarmee Pairi Daiza van 2019 tot 2024 vijf reuzenpanda's zal gehad hebben. In de herfst van 2024 worden de drie in België geboren reuzenpanda's naar China gebracht om daar deel uit te maken van het kweekprogramma.

#### Tropische serre
In het verlengde van de reuzenvolière bevindt zich de tropische serre, die bestaat uit twee delen. In het eerste gedeelte zijn onder andere tweevingerige luiaards, argusfazanten, manenduiven en paradijsvogels te vinden, terwijl het tweede gedeelte plaats biedt aan loewaks en vleerhonden. 

### Cambron-by-the-Sea
Dit is het marinegedeelte van het park. Aan de oever van de vijver is een strand aangelegd met een zestien meter hoge vuurtoren dat tevens fungeert als verblijf voor zeehonden en zwartvoetpinguïns. Verder is er ook een speeltuin en een bassin voor Kaapse pelsrobben te vinden.

#### Nautilus

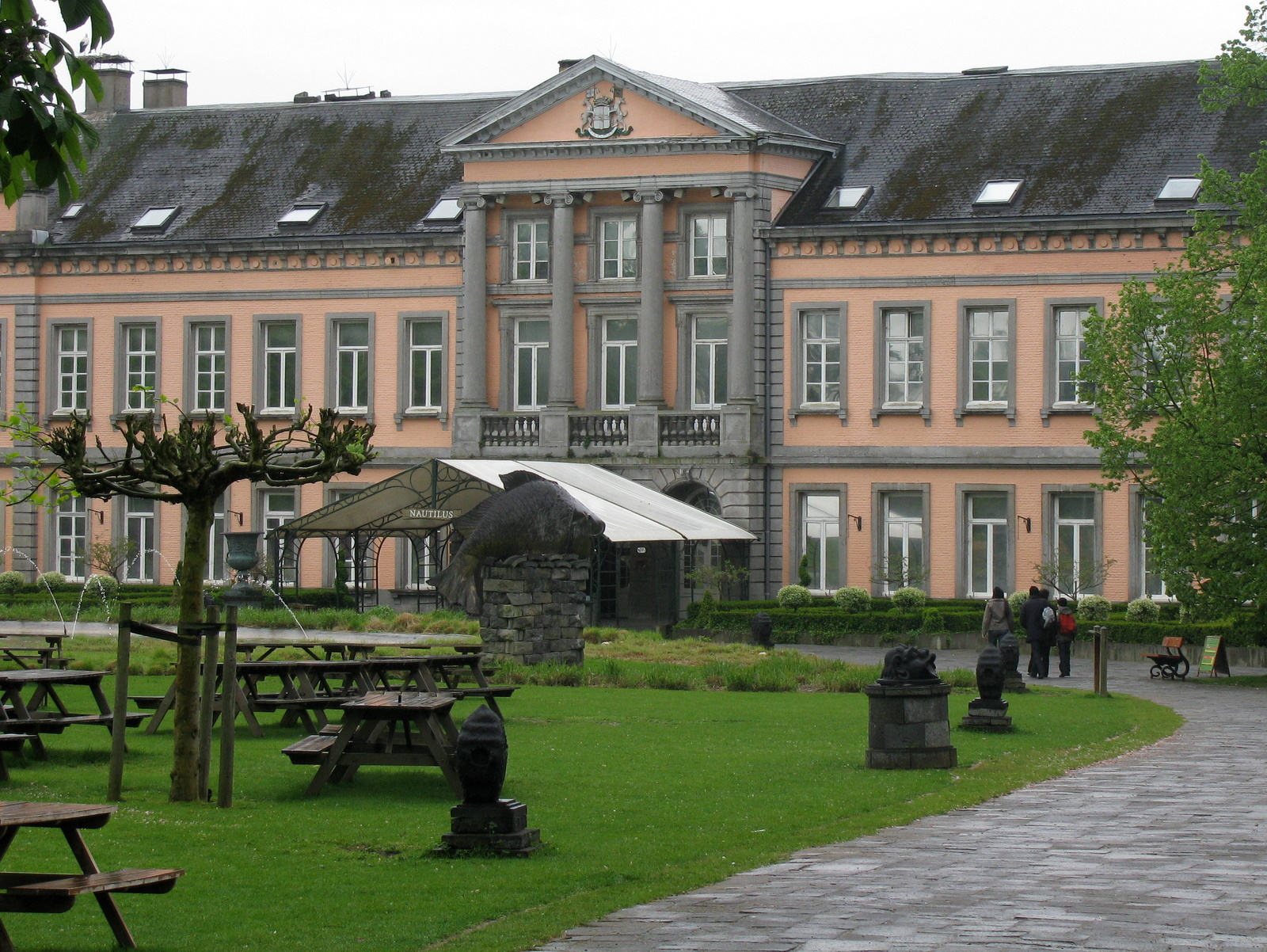
De buitenkant van het aquariumgebouw

Dit aquarium is ondergebracht in het voormalige neoclassicistische kasteel op het domein, en is gethematiseerd naar de roman Twintigduizend mijlen onder zee. Men kan er onder meer zeeschildpadden, axolotls, murenen, piranha's, witpunt-, zwartpunt- en verpleegsterhaaien, kwallen, roggen en tandbaarzen bezichtigen. Tevens is er een natuurhistorisch rariteitenkabinet in het gebouw ondergebracht, met onder andere enkele skeletten van Siamese tweelingen.

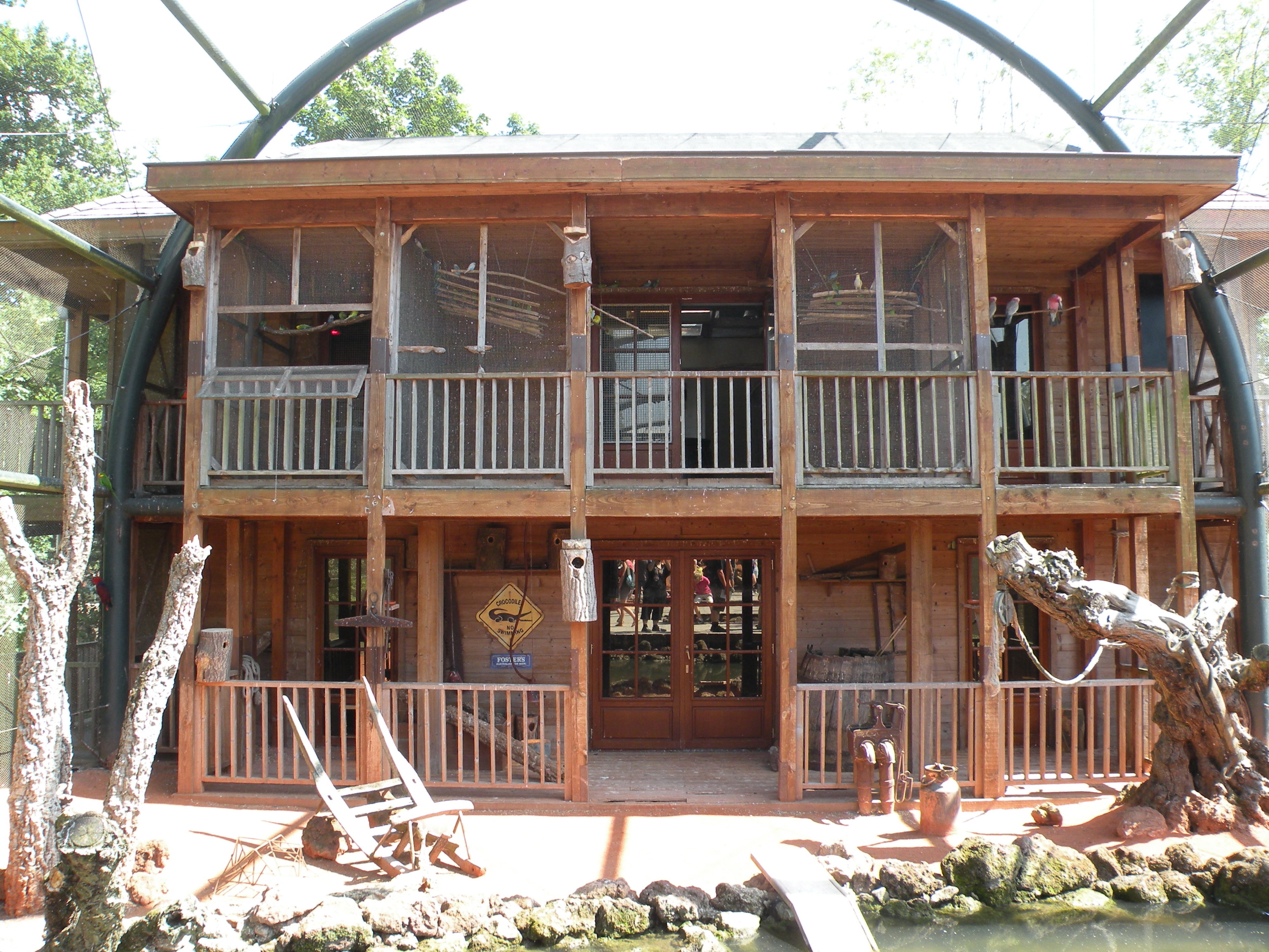
De doorwandelvolière in Southern Cape

### Southern Cape
Dit is het Australische gedeelte van het park, waar bezoekers onder andere kangoeroes, emoes, wombats, Australische pelikanen, kookaburra's, helmkasuarissen en Tasmaanse duivels kunnen bewonderen. Ook is er een gebouw met koala's en potoroes en een doorwandelvolière met kuifduiven, strohalsibissen en verschillende soorten papegaaiachtigen.

### The Land of Origins
Dit is het Afrikaanse gedeelte van Pairi Daiza. Het centrum van het gebied wordt gevormd door een Afrikaans huttendorp, geïnspireerd op de architectuur van het Tambermavolk uit het noorden van Togo. Hier bevindt zich een verblijf voor penseelzwijnen, alsook een boomhut waar bezoekers in contact kunnen komen met giraffen die samenleven met watusirunderen en struisvogels. Daarnaast zijn er verblijven voor leeuwen, gevlekte hyena's, jachtluipaarden, maraboes en moerasantilopen. Verder kunnen bezoekers in het gebied nijlpaarden onder water bezichtigen en is er een verblijf voor witte neushoorns en knobbelzwijnen. Ten slotte is er een grote savannevlakte met zebra's, blauwe gnoes en verschillende soorten antilopen. 

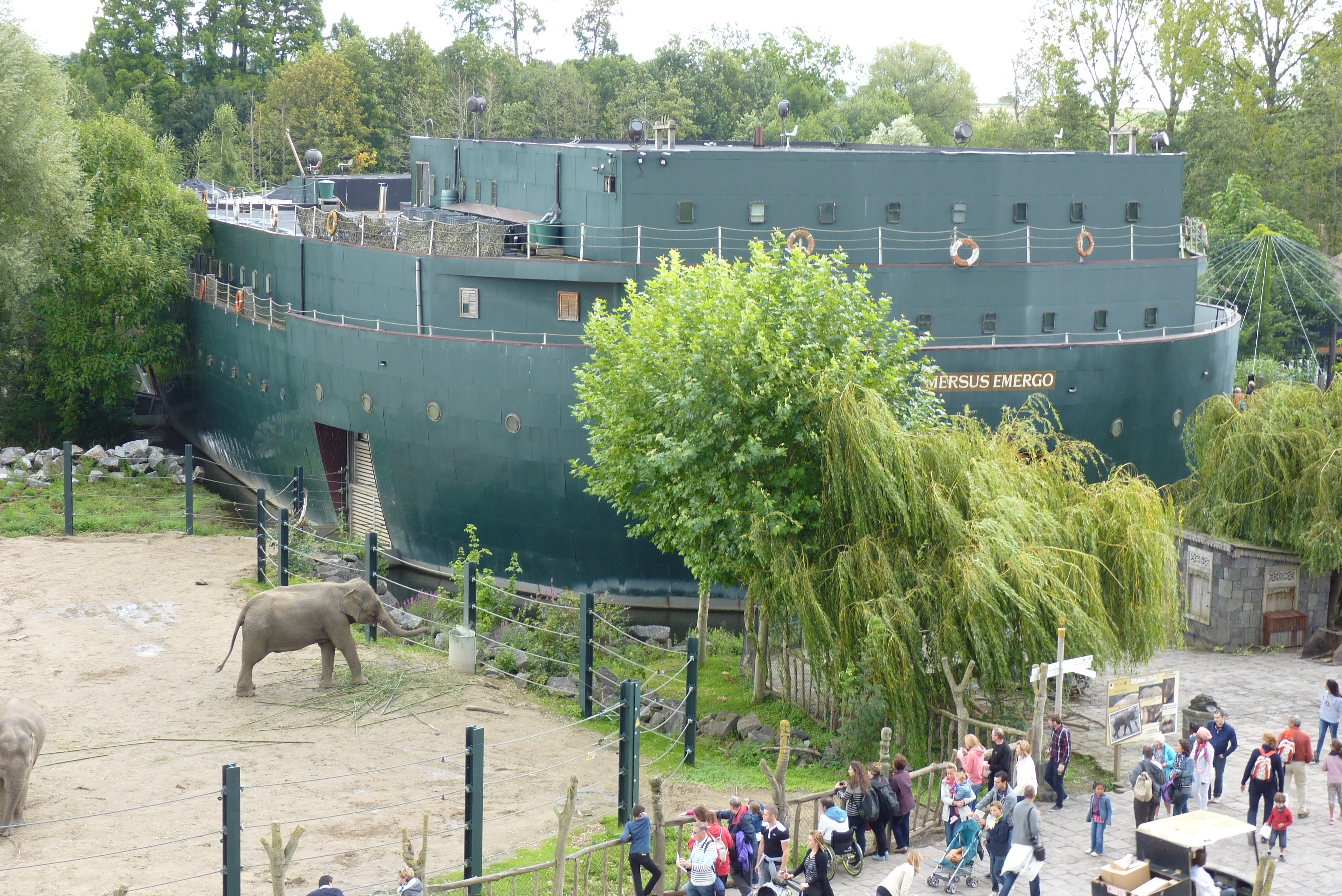
Mersus Emergo

#### Mersus Emergo
Dit is een kopie van een oude walvisvaarder die drijft op de grote vijver. In de boot bevinden zich diverse verblijven voor reptielen, waaronder Amerikaanse alligators, Chinese reuzensalamanders, hagedissen, slangen, ongewervelden en een collectie schildpadden. Rondom de boot zijn verblijven te vinden voor dwergnijlpaarden en schoenbekooievaars.

#### Apeneilanden
In het gedeelte bevinden zich twee nagemaakte vulkanen die fungeren als verblijf voor gorilla's. Hiertussen ligt het eiland Nosy Komba, waar bezoekers in contact kunnen komen met ringstaartmaki's en vari's. In het centrale meer van Pairi Daiza lagen tot in 2024 de eilanden Madidi, waar bezoekers tussen de doodshoofdaapjes konden rondlopen. In 2024 werd dit gedeelte omgevormd tot de negende wereld, the Islands of the rising sun. De doodshoofdaapjes verhuisden naar een nieuw eiland in het park op de zuidelijke vijver, dat enkel onder begeleiding te bezoeken is.

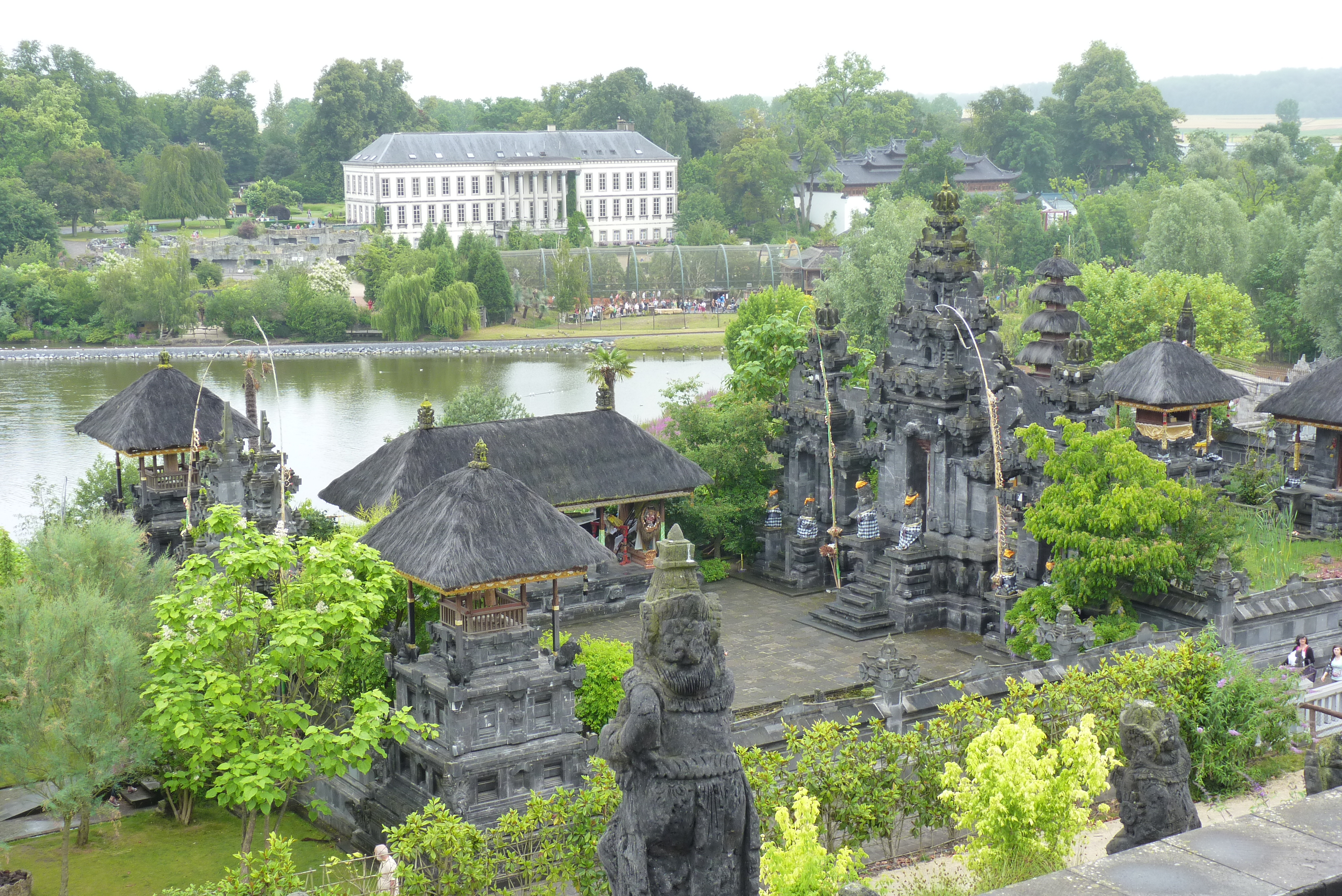
The Kingdom of Ganesha

### The Kingdom of Ganesha

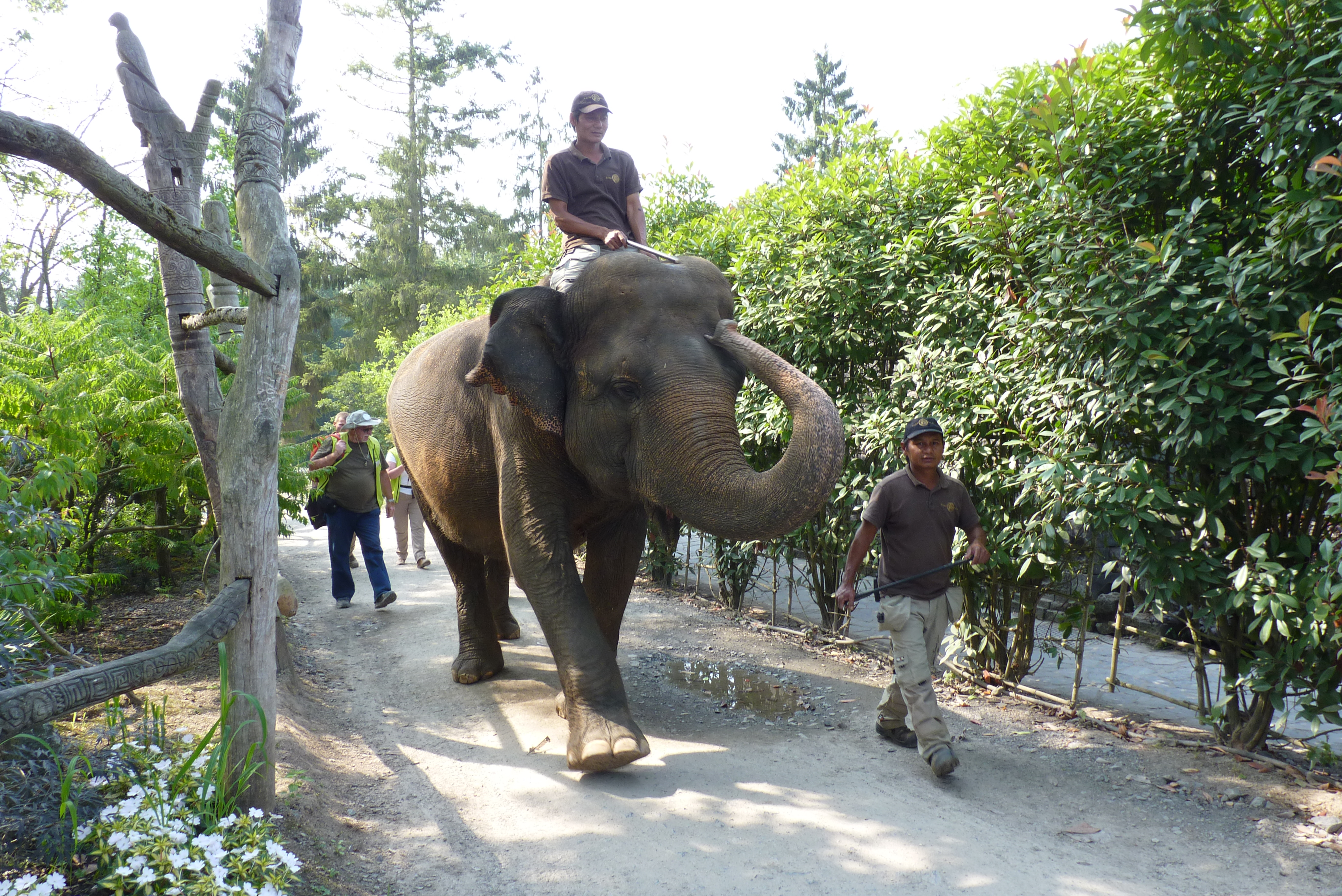
Olifantenwandeling in Pairi Daiza

The Kingdom of Ganesha is gericht op Indonesië en Zuidoost-Azië. Het is gelegen op een heuvel waarvan op de flanken terrasvormige rijstvelden zijn aangelegd en waar zich een verblijf bevindt voor waterbuffels. Bovenop de heuvel bevinden zich een aantal tempels. Zo is er een grote Balinese tempel die officieel gewijd is en zijn er reconstructies van de Cambodjaanse Khmertempels van Angkor die dienen als verblijf voor een paar witte tijgers. Op de top van de heuvel bevindt zich de zogeheten Bloementempel, waar een groep Sumatraanse orang-oetans leeft. Hiernaast bevindt zich een set traditionele Timorese huizen en het in Thaise stijl gebouwde huis van de ambachtsman, waar een collectie houten sculpturen wordt tentoongesteld en tevens een tweede groep orang-oetans leeft. Ten slotte zijn er in het gebied nog enkele kleinere dierverblijven voor komodovaranen, stekelvarkens en kuifmakaken.  

#### Aziatische olifanten
The Kingdom of Ganesha is tevens de thuisbasis van de kudde Aziatische olifanten van Pairi Daiza, die uit een 20-tal dieren bestaat. Ze maken deel uit van internationale kweekprogramma's voor het behoud van de soort. De eerste geboorte van een olifant in het park vond plaats in 2015. De olifanten zijn gehuisvest in een speciaal reservaat en in het Paleis van Ani, een groot gebouw geïnspireerd op authentieke stallen uit India. De dieren hebben tevens toegang tot een grote zwemfaciliteit.

### The Land of the Cold

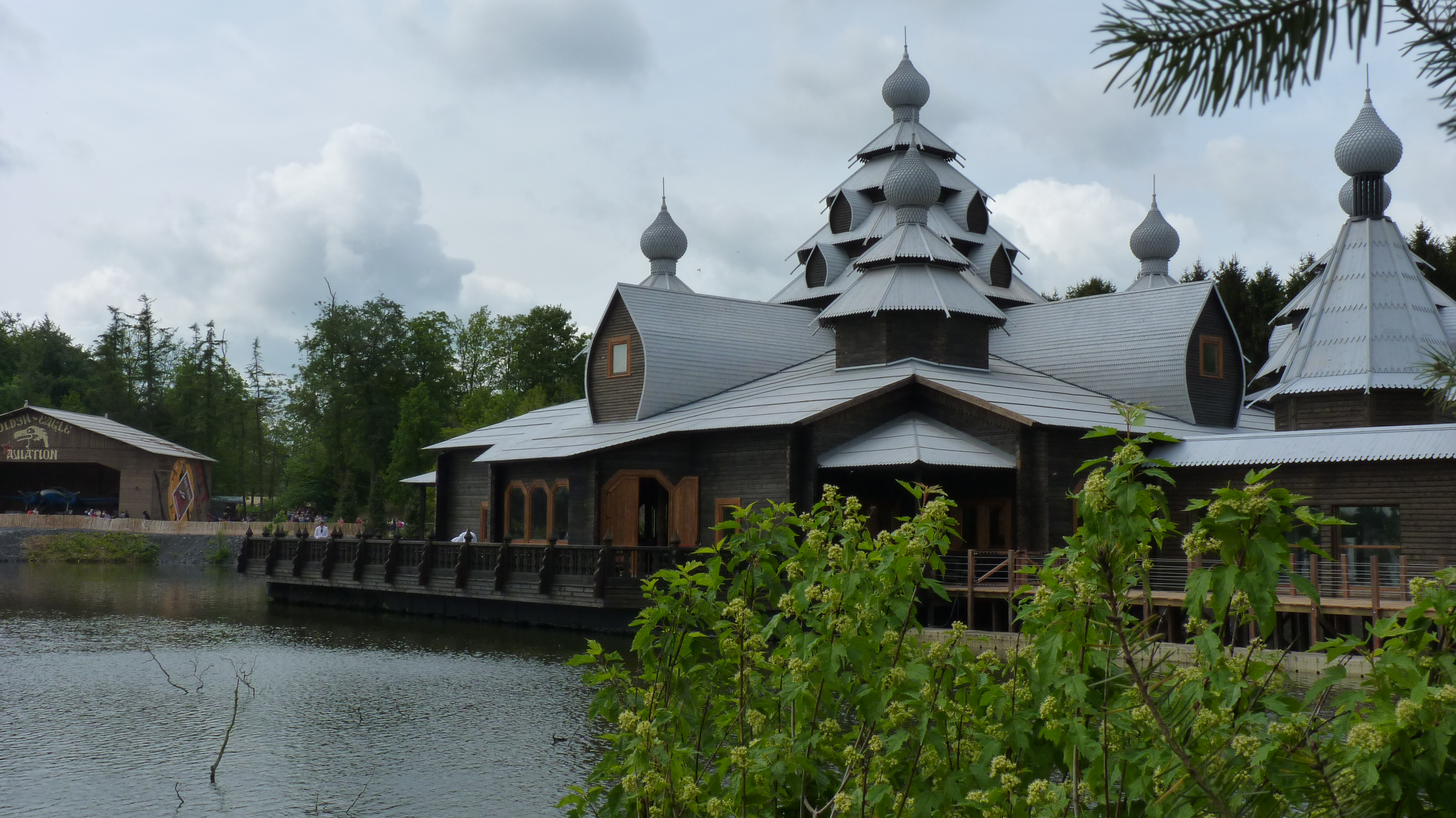
Restaurant Izba in The Land of the Cold

Oorspronkelijk was in dit gedeelte enkel een weide met bizons te vinden, maar sinds 2016 is het gebied uitgebreid met een groot Russisch restaurant, een hangar met een Amerikaans watervliegtuig en een stelplaats voor de parktrein met bijbehorend museum. Ook zijn er verblijven voor wasberen, stinkdieren, muskusossen en rendieren. In 2019 en 2020 werd het gedeelte grootschalig uitgebreid met verblijven voor Siberische tijgers, walrussen en ijsberen, waarbij die twee laatste ook onder water te bezichtigen zijn. De uitbreiding omvat ook meerdere hotels en een gekoeld verblijf voor pinguïns.

### The Last Frontier
Dit Canadese gedeelte van het park werd geopend in 2019. Hier kunnen bezoekers bruine en zwarte beren, wolven, poema's, damherten, elanden, wapiti's, bevers en stellerzeeleeuwen bewonderen. Ook zijn er mogelijkheden tot overnachting in de vorm van 20 familielodges en een hotel met 26 kamers en 4 suites.

### The Islands of The Rising Sun
Deze wereld werd in mei 2024 geopend en is geïnspireerd op Japan. Het gebied bestaat uit een reeks eilanden die samen de vier grote eilanden van de Japanse archipel representeren. Er zijn onder andere siamangs, wasbeerhonden, Japanse makaken en sikaherten te zien.

### Sanctuary
In 2025 opent Pairi Daiza een tropische zone, die zich in een 22 meter hoge serre van 4 hectare bevindt. In de serre zal ook plaats zijn voor overnachtingsfaciliteiten.

## Bezoekersaantallen
In 2007 bezochten meer dan 635.000 personen dit park. In 2012 was dit opgelopen tot 955.000, hiermee werd het de populairste dierentuin in België. In totaal bezochten 1.243.000 bezoekers het park in 2013. Het bezoekersaantal steeg in 2014 tot 1,39 miljoen. In 2015 heeft het park 1,767 miljoen bezoekers ontvangen. In 2018 ontving het park zo'n 2 miljoen bezoekers. 2023 was het populairste jaar tot dan toe met 2.279.000 bezoekers.

## Natuurbehoud en Foundation
Op 25 april 2003 werd, in samenwerking met WWF-België en gesteund door verscheidene overheidsinstanties, op een hiervoor gebouwde walvisvaarder (de Mersus Emergo) een permanente tentoonstelling geopend betreffende de gevaren waar ecosystemen aan onderhevig zijn. Aan boord van de walvisvaarder kan men eveneens een vijftigtal vivariums terugvinden van het revalidatiecentrum "Carapace", waarin verwaarloosde dieren terug op krachten komen. In 2018 werden er bijvoorbeeld maar liefst 500 roodwangschildpadden opgevangen. Er verblijven ook gavialen en tal van slangen-, hagedis- en krokodillensoorten.
Pairi Daiza investeert jaarlijks geld in haar Pairi Daiza Foundation, die onder meer projecten steunt voor het ontwikkelen van een vaccin tegen olifantenherpes, maar ook voor het herintroduceren van Aziatische olifanten en Spix' ara's in de vrije natuur. In 2018 alleen al werd op die manier drie miljoen euro opzijgezet voor de bescherming en het behoud van bedreigde diersoorten.
Een andere manier om natuurbehoud te steunen is het sponsoren van de dieren. Iedereen kan middels het geven van een financiële bijdrage peter/meter worden van een specifiek dier. Op die manier wordt een financiële bijdrage geleverd aan de programma's ter bescherming van bedreigde diersoorten.
Lijst van dierentuinen in België
Aquarium-Museum ·
Bellewaerde Park ·
Boudewijn Seapark ·
De Zonnegloed ·
Domein van de grotten van Han ·
Familiepark Harry Malter ·
Forestia ·
Le Monde Sauvage ·
Le Parc à gibier de Saint-Hubert ·
Mont Mosan ·
Pairi Daiza ·
Pakawi Park ·
Parc à Gibier de La Roche-en-Ardenne ·
Parc animalier de Bouillon ·
Sea Life Blankenberge ·
ZOO Antwerpen ·
ZooParc Vallée de la Sûre ·
ZOO Planckendael
Opgeheven: Aquatopia · Dierentuin van Brussel · Dierentuin van Gent · Limburgse Zoo · Serpentarium